# Extinction moteur

Schéma d'un turboréacteur, avec la localisation de la chambre de combustion.

Schéma d'un turbopropulseur, avec la localisation de la chambre de combustion.

En aéronautique, l'extinction moteur est l'arrêt d'un turboréacteur ou d'un turbopropulseur à la suite de l'extinction de la chambre de combustion. Cet arrêt de la combustion est décrit littéralement par l'expression anglaise « flame out », signifiant « plus de flamme ».
L'extinction moteur est réalisée par le pilote après l'atterrissage, mais il peut se produire également en vol de façon accidentelle.

## Causes
L'extinction moteur peut avoir de nombreuses origines : manque de carburant, « pompage » (retour de pression en amont dans les étages du compresseur), manque d'oxygène à haute altitude, compresseur encrassé, ingestions diverses (pluies exceptionnelles, débris, oiseaux, cendres volcaniques, etc.), pollution du carburant, décrochage, etc.

### Pompage
À vitesse constante, une baisse soudaine de la pression dans la chambre de combustion provoque ce phénomène, appelé dans ce cas « décrochage compresseur ». La diminution brutale du débit a pour conséquence de rendre la pression dans la chambre de combustion supérieure à la pression de refoulement du compresseur[Quoi ?], et conduit à une inversion de l'écoulement appelée « pompage aérodynamique », suivie ou non de l'extinction. 

### Mélange trop pauvre
De fortes accélérations peuvent appauvrir le mélange air-combustible et causer une extinction (une caractéristique tristement célèbre des moteurs Pratt & Whitney TF30 équipant les premières séries de F-14 Tomcat, par exemple). Cela arrive généralement à basse altitude, provoquant la perte totale de l'avion. Cependant, sur les avions contemporains, le FADEC contrôle et adapte en permanence ce mélange, et permet de réduire drastiquement ce phénomène par rapport aux premiers avions à réaction ou turbopropulsion.

## Conséquences
Le rallumage en vol peut être tenté. Si un seul réacteur est inopérant, la réglementation ETOPS permet de continuer le vol. Un déroutement reste envisageable. Si plusieurs réacteurs sont perdus, un atterrissage d'urgence, voire un amerrissage, peut être envisagé. Tout cela fait partie de l'entraînement des pilotes.

## Exemples
- Vol US Airways 1549 : en 2009, à la suite de l'ingestion de gros oiseaux peu après le décollage de New-York, un Airbus A320 effectue un amerrissage sans moteurs sur le fleuve Hudson[3].
- Vol Air Transat 236 : en 2001, un Airbus A330 entre Toronto et Lisbonne le 24 août 2001 se retrouve en panne de kérosène au-dessus de l'océan Atlantique et plane jusqu'à un aéroport des Açores[4].
- Vol KLM 867 : en 1989, lors d'un vol Amsterdam-Tokyo, un Boeing 747-400 effectue un atterrissage d'urgence en Alaska après l'extinction des quatre moteurs à la suite du vol dans un nuage de cendres volcaniques[5].
- Vol Air Canada 143 : en 1983, un Boeing 767 entre Montréal et Edmonton, s'est retrouvé à court de carburant à 12 000 mètres d'altitude et a plané jusqu'à l'aéroport de Gimli (Manitoba).
- Vol British Airways 009 : en 1982, un Boeing 747-236B vola à l'intérieur d'un nuage de cendres volcaniques en Indonésie, qui entraîna l'arrêt des quatre moteurs[6].
- Vol Air Wisconsin 965 : en 1980, crash d'un Fairchild Swearingen Metroliner SA226 dans le Nebraska à la suite de l'extinction des deux moteurs en raison de l'ingestion massive d'eau à l'atterrissage.